# Kentau
Kentau (ryska: Кентау) är en ort i Kazakstan.   Den ligger i oblystet Sydkazakstan, i den centrala delen av landet, 900 km söder om huvudstaden Astana. Kentau ligger 433 meter över havet och antalet invånare är 57 408.
Terrängen runt Kentau är platt åt sydväst, men åt nordost är den kuperad. Runt Kentau är det glesbefolkat, med 8 invånare per kvadratkilometer. Kentau är det största samhället i trakten. Trakten runt Kentau består i huvudsak av gräsmarker.